# Otello Abbruciati
Otello Abbruciati (Roma, 6 settembre 1909 – Roma, 12 novembre 1967) è stato un pugile italiano. Campione italiano dei pesi piuma (1932-1934) e dei pesi leggeri (1938), nonché sfidante al titolo europeo di entrambe le categorie. Era denominato Moro, per il colorito scuro della sua carnagione.

## Biografia

### La carriera
Abbruciati fu campione italiano nei pesi piuma conquistando il titolo nel marzo del 1932. In quell'occasione il giovane romano sconfisse il ben più quotato Luigi Quadrini, ai punti in 15 riprese. L'anno successivo, un pareggio con lo stesso Quadrini gli permise di conservare il titolo.
Contemporaneamente, a livello internazionale non fu così fortunato. Nel periodo intermedio tra i due incontri del campionato italiano, infatti, lo spagnolo José Girones lo sconfisse per Ko tecnico alla dodicesima ripresa, a Barcellona, vanificando il suo primo tentativo di conquistare il titolo europeo.
Il passaggio ai pesi leggeri avvenne nel 1934, dopo la sconfitta contro l'olimpionico Vittorio Tamagnini che gli portò via il titolo italiano dei piuma. Dopo aver strappato due pari al quotato Saverio Turiello, Abbruciati tentò di conquistare la cintura italiana della nuova categoria ma il suo tentativo si infranse contro i pugni di Enrico Venturi, il 20 giugno 1935 a Campobasso.
Seguì una lunga pausa di riflessione e una tournée in terra argentina ma, al ritorno in Italia, il 19 marzo 1938 Abbruciati conquistò il titolo italiano vacante dei pesi leggeri battendo Tamagnini sul ring amico della Capitale.
Mise in palio il titolo con Gino Giacomelli che glielo strappò dopo un doppio match, sempre nel 1938. Il Moro tornò alla sua categoria di peso iniziale, con buoni risultati, ma il suo tentativo di riprendersi il titolo italiano dei piuma si infranse ancora nel 1940 di fronte ai pugni di Gino Bondavalli.
Il 26 ottobre 1940 l'European Boxing Union lo designò per contendere al quotato austriaco Karl Blaho il titolo continentale vacante dei pesi leggeri. Nonostante un'ottima condotta, un giudizio arbitrale eccessivamente severo lo fece calare di ritmo e, alla fine, Blaho vinse ai punti. Senza esito ebbe il suo nuovo tentativo di riprendersi il titolo italiano dei leggeri contro Bruno Bisterzo, che lo batté ai punti l'8 novembre 1940 a Busto Arsizio.
Intanto, un po' per l'età e un po' per l'inattività dovuta alle cause belliche, Abbruciati uscì gradualmente dal pugilato d'élite, e nei primi anni del dopoguerra si dedicò ad un'attività di nicchia, fino al ritiro avvenuto il 21 dicembre 1947, dopo la vittoria ai punti contro Vittorio Fuiano.

### Dopo il ritiro
Terminata l'attività, Abbruciati si dedicò all'insegnamento per giovani aspiranti pugili. Morì quasi dimenticato nel novembre del 1967 a Roma all'età di 58 anni.
Verso la fine degli anni '70, il Moro tornò tristemente agli onori della cronaca, dato che il figlio Danilo (che sarà ucciso nel 1982 e che aveva tentato di intraprendere, senza successo, un iter sportivo sulle orme del padre), era diventato un noto boss della Banda della Magliana.